# Косомбрато
Косомбрато (итал. Cossombrato) је насеље у Италији у округу Асти, региону Пијемонт.
Према процени из 2011. у насељу је живело 342 становника. Насеље се налази на надморској висини од 258 м.

## Становништво
| 1936. | 1951. | 1961. | 1971. | 1981. | 1991. | 2001. | 2011. |
| ----- | ----- | ----- | ----- | ----- | ----- | ----- | ----- |
| 845   | 649   | 522   | 396   | 354   | 426   | 488   | 541   |